# Bon Jovi
Bon Jovi is een rockband uit de Amerikaanse staat New Jersey, waarvan ruim 140 miljoen albums over de toonbank gingen. De band heeft liveconcerten gespeeld in de grotere steden van Europa, Azië, Australië, Canada en Zuid-Amerika, naast een groot aantal steden in de Verenigde Staten.

## Biografie

### Oprichting tot7800° Fahrenheit(1982 - 1985)
Frontman Jon Bon Jovi (echte naam: John Francis Bongiovi) begon op 13-jarige leeftijd met gitaarspelen. Op die leeftijd begon hij ook zijn eerste bandje, Raze. Toen hij 16 was, ontmoette hij David Bryan op de Sayreville War Memorial High School. Met hem richtte hij de rhythm-and-blues-coverband Atlantic City Expressway op. Ze speelden in bars in New Jersey. In zijn latere tienerjaren speelde Jon in de band John Bongiovi and the Wild Ones, waarmee hij ook weer vooral in New Jersey speelde. Met deze band stond Jon in voorprogramma's van bekendere lokale bands.
In de zomer van 1982, toen hij van school af was en in deeltijd werkte, kreeg Jon een baan bij de Power Station Studios, een New Yorkse muziekstudio waarvan zijn achterneef Tony Bongiovi mede-eigenaar was. Hier maakte Jon een aantal demo's die hij naar verschillende platenmaatschappijen stuurde, maar zonder succes.
Toen Jon 19 was, zong hij "R2-D2 We Wish You a Merry Christmas" op een Star Wars-kerstalbum, Christmas in the Stars, met muziek van John Williams, geproduceerd door Tony Bongiovi van Power Station.
In 1983 schreef een lokaal radiostation een wedstrijd uit om zo de beste band zonder platencontract te vinden. Jon won met het nummer "Runaway", dat hij al in 1980 had geschreven en waarvan de muziek werd verzorgd door musici van de studio. Het nummer werd al gauw populair in New York en omstreken. De studiomusici die Jon hielpen met "Runaway" gingen door het leven onder de naam The All Star Review. Deze groep bestond uit Tim Pierce (gitaar), Roy Bittan (keyboard), Tony Laroca (drums) en Hugh McDonald (basgitaar).
Door de populariteit van "Runaway" had Jon een band nodig. De huidige leden van Bon Jovi hadden elkaar allemaal al weleens ontmoet, maar het duurde tot maart 1984, nadat "Runaway" op nummer 39 kwam te staan in de singles-hitlijst, voor ze bij elkaar kwamen. Bon Jovi was geboren, met naast Jon zelf als line-up David Bryan, Alec John Such en Tico Torres.
Een aantal gitaristen volgde elkaar toen op, onder wie Dave Sabo, die later voor Skid Row ging spelen. Uiteindelijk kwam Richie Sambora bij de band. Voordat hij bij Bon Jovi ging, toerde Richie met Joe Cocker, speelde hij bij de band Mercy en had hij net auditie gedaan voor Kiss. Hij speelde ook op het album Lessons met de band Message.
Tico Torres was toen al een ervaren muzikant. Hij jamde bij Miles Davis en speelde live met de Marvelettes en Chuck Berry. Hij had al op ongeveer 26 albums gespeeld en had net het derde album met Frankie and the Knockouts opgenomen. Dit was een band uit New Jersey die begin jaren 80 een aantal hits had.
Toen ze een keer in het voorprogramma van de band Scandal stonden, werden ze opgemerkt door PolyGram. Hun debuutalbum kwam uit op 21 januari 1984. Dit album werd meer dan 500.000 keer verkocht, en kwam ook in het Verenigd Koninkrijk uit. In 1985 verscheen het in korte tijd opgenomen tweede album, 7800° Fahrenheit. Ondanks dat het door fans gewaardeerd wordt, was het commercieel geen groot succes. 

### Slippery When WettotKeep the Faith (1986 - 1994)
Hun derde album, Slippery When Wet, bracht hun wereldbekendheid met nummers als "Livin' on a Prayer" en "You Give Love a Bad Name". Sinds zijn release eind 1986 werden van het album meer dan 14 miljoen exemplaren verkocht. Tijdens de tour die op dit album volgde, kreeg Jon problemen met zijn stem, als gevolg van de hoge noten en het drukke schema. Met de hulp van een coach kwam hij de tour door. Sindsdien zingt hij lager.
Na het succes van het album Slippery When Wet kwam Bon Jovi in 1988 terug met een nieuw album. Het album New Jersey werd vlak na het einde van de Slippery When Wet Tour opgenomen en met dat album bewees Bon Jovi geen eendagsvlieg te zijn. De nummers "Lay Your Hands on Me", "Born to Be My Baby", "I'll Be There for You" en "Bad Medicine" werden grote hits.
Aan het einde van de The Jersey Syndicate Tour gingen alle bandleden hun eigen weg. Jon Bon Jovi ging met zijn motor door Amerika rijden en schreef de muziek voor zijn soloalbum Blaze of Glory. Richie Sambora maakte ook een soloplaat en liet hiermee zien meer te kunnen dan de achtergrondzang bij Bon Jovi. Het album Stranger in This Town was commercieel gezien een minder groot succes dan het album van Jon.
Na deze rustperiode kwam de band weer bij elkaar om het album Keep the Faith op te nemen. Met dit album liet Bon Jovi zien dat ze wilde doorgroeien en hun muzikale talenten wilden uitbreiden. De nummers "Keep the Faith", "I Believe", "I'll Sleep When I'm Dead", "In These Arms" en "Bed of Roses" werden grote hits. Ook het bijna 10 minuten durende nummer Dry County uit 1994 is afkomstig van dit album. 

### Greatest Hits
Toen was het tijd om terug te kijken op 10 jaar Bon Jovi. Op 11 oktober 1994 kwam een 'greatest hits'-cd uit met de titel Cross Road waarop alle grote hits stonden inclusief twee nieuwe nummers; "Someday I'll Be Saturday Night" en "Always". De laatste werd de grootste hit die Bon Jovi tot dan toe had gehad.

### These Days
Na Crossroad en een tournee bracht Bon Jovi weer een nieuw album uit. Het album These Days was een stuk donkerder dan de vorige albums en wordt door veel fans gezien als het beste album. Het album werd vooral in Europa en Azië een groot succes. In thuisland Amerika waren de fans minder enthousiast en hierdoor besloot de bandleden om na de 'These Days Tour', die ze naar alle uithoeken van de wereld had gebracht, opnieuw even tijd voor zichzelf te nemen. Jon bracht in 1997 zijn soloalbum Destination Anywhere op de markt, terwijl Richie Sambora in 1998 met zijn soloalbum Undiscovered Soul kwam.
Bon Jovi kwam terug in 2000 met de hit "It's My Life". Wereldwijd stonden ze boven aan de hitlijsten. Op 1 september 2000 gaf Bon Jovi een concert in GelreDome.

### Have a Nice Day
In 2004 bestond de band 20 jaar en bracht om die reden This Left Feels Right uit. Na dit album kwam Have a Nice Day uit. Hierop stonden onder meer "Have a Nice Day" en "Who Says You Can't Go Home". Nadat het album uitkwam, verkocht de band 100 miljoen platen en bracht daarom een box uit: 100,000,000 Bon Jovi Fans Can't Be Wrong. De cover van de box lijkt op een cd die Elvis Presley eerder uitbracht. De titel kreeg veel kritiek, maar de band wilde met deze plaat een statement maken. De band kampt al sinds z'n oprichting in 1983 met hevige kritieken, uit bepaalde hoeken, dat ze 'foute muziek' maken en niet origineel zijn. De titel zou de kritiek moeten pareren.

### Lost Highway
In 2007 kwam het album Lost Highway uit. Hierop zijn Nashville-invloeden te merken, omdat het nummer Who Says You Can't Go Home van het album Have a Nice Day uit 2005 in Amerika een grote hit werd. Daar werd een versie van uitgebracht met Jennifer Nettles van de band Sugarland, het werd de eerste countryhit en beloond met een Grammy Award.
Op het album staat onder andere het nummer "Seat Next to You". Voor Jon heeft dit nummer betrekking op het missen van zijn vrouw tijdens het toeren en voor Richie is dit nummer gewijd aan het gemis van zijn overleden vader. Hits van dit album zijn titelsong "Lost Highway" en "(You Want To) Make a Memory".

### The Circle
Eind 2009 kwam het album The Circle uit. Bon Jovi deed ook twaalf keer de 02-Arena in Londen aan. Deze data stonden eigenlijk gepland voor Michael Jackson, maar door diens dood gingen deze shows niet door. Bon Jovi had een aantal data opgekocht.
Op 24 juli 2011 gaf Bon Jovi een concert op het strand van Zeebrugge in het kader van een nieuwe cd met muzikale hoogtepunten, die op 9 november verscheen. Het was een concert speciaal voor de Benelux en Frankrijk.

### What About Now
In 2013 volgde een wereldtournee onder de naam 'Because We Can' en in het voorjaar van dat jaar kwam het album What About Now uit.
In november 2014 werd bekend dat Richie Sambora de band verlaten zou hebben.

### Burning Bridges
Op 31 juli 2015 gaf Bon Jovi twee singles uit, "We Do Not Run" en "Saturday Night Gave Me Sunday Morning", voor het album Burning Bridges, dat uitkwam op 21 augustus 2015.
In 2018 werd Bon Jovi opgenomen in de Rock and Roll Hall of Fame en stonden ze weer eenmalig in de originele bezetting op het podium.

## Bezetting
- Jon Bon Jovi – zang/elektrische gitaar/akoestische gitaar (1983–heden)
- David Bryan – keyboards/achtergrondzang (1983–heden)
- Tico Torres – drums/percussie (1983–heden)
- Phil X – leadgitaar/achtergrondzang (2011, 2013–heden). Sinds 2016 de officiële vervanger van Richie Sambora, die hij eerder al eens verving
- Hugh McDonald – basgitaar/achtergrondzang (1994–heden). Hoewel McDonald meespeelt op albums en ook met tournees meegaat, werd hij pas in 2016 officieel bandlid

### Overige bandleden
- Bobby Bandiera – gitaar/achtergrondzang (2003–2013, alleen bij optredens)

### Voormalige bandleden
- Alec John Such – basgitaar/achtergrondzang (1983–1994, 2001, 2018)
- Jeff Kazee – keyboards/achtergrondzang (2003–2006, alleen bij optredens)
- Lorenza Ponce – viool/achtergrondzang (2007–2008, live)
- Richie Sambora – elektrische gitaar/akoestische gitaar/achtergrondzang (1983–2013, 2018)

## Discografie

### Albums
| Album met eventuele hitnotering(en) in de Nederlandse Album Top 100 | Datum van verschijnen | Datum van binnenkomst | Hoogste positie | Aantal weken | Opmerkingen   |
| ------------------------------------------------------------------- | --------------------- | --------------------- | --------------- | ------------ | ------------- |
| Bon Jovi                                                            | 21-01-1984            | -                     |                 |              |               |
| 7800° Fahrenheit                                                    | 12-04-1985            | -                     |                 |              |               |
| Slippery When Wet                                                   | 01-09-1986            | 01-11-1986            | 2               | 30           |               |
| New Jersey                                                          | 22-09-1988            | 01-10-1988            | 17              | 21           |               |
| Keep the Faith                                                      | 03-11-1992            | 14-11-1992            | 3               | 105          |               |
| Cross Road (The Best of Bon Jovi)                                   | 10-10-1994            | 22-10-1994            | 1(2wk)          | 70           | Verzamelalbum |
| These Days                                                          | 11-06-1995            | 01-07-1995            | 1(2wk)          | 55           |               |
| Crush                                                               | 29-05-2000            | 03-06-2000            | 1(3wk)          | 49           |               |
| One Wild Night Live 1985-2001                                       | 14-05-2001            | 19-05-2001            | 2               | 23           | Livealbum     |
| Bounce                                                              | 22-08-2002            | 05-10-2002            | 2               | 22           |               |
| This Left Feels Right                                               | 02-11-2003            | 08-11-2003            | 6               | 30           | Verzamelalbum |
| 100,000,000 Bon Jovi Fans Can't Be Wrong                            | 22-11-2004            | 27-11-2004            | 40              | 2            | Boxset        |
| Have a Nice Day                                                     | 19-09-2005            | 24-09-2005            | 1(1wk)          | 14           |               |
| Lost Highway                                                        | 08-06-2007            | 16-06-2007            | 1(1wk)          | 15           |               |
| The Circle                                                          | 10-11-2009            | 14-11-2009            | 4               | 9            |               |
| Greatest Hits                                                       | 29-10-2010            | 06-11-2010            | 3               | 27           | Verzamelalbum |
| What About Now                                                      | 08-03-2013            | 16-03-2013            | 2               | 7            |               |
| Burning Bridges                                                     | 21-08-2015            | 29-08-2015            | 2               | 5            |               |
| This House Is Not for Sale                                          | 04-11-2016            | 12-11-2016            | 8               | 4            |               |
| 2020                                                                | 02-10-2020            | 09-10-2020            | n.n.b.          |              |               |
| "Forever                                                            | 07-06-2024            | -                     |                 |              |               |

| Album met hitnotering(en) in de Vlaamse Ultratop 200 albums | Datum van verschijnen | Datum van binnenkomst | Hoogste positie | Aantal weken | Opmerkingen          |
| ----------------------------------------------------------- | --------------------- | --------------------- | --------------- | ------------ | -------------------- |
| Crossroad - the best of Bon Jovi                            | 10-10-1994            | 01-04-1995            | 14              | 30           | Verzamelalbum        |
| These days                                                  | 11-06-1995            | 01-07-1995            | 3               | 43           |                      |
| Crush                                                       | 26-05-2000            | 10-06-2000            | 1(3wk)          | 39           |                      |
| One wild night - live 1985-2001                             | 14-05-2001            | 19-05-2001            | 1(5wk)          | 13           | Livealbum            |
| Bounce                                                      | 23-09-2002            | 05-10-2002            | 4(2wk)          | 6            |                      |
| This left feels right                                       | 03-11-2003            | 15-11-2003            | 7               | 18           | Verzamelalbum        |
| 100,000,000 Bon Jovi fans can't be wrong...                 | 22-11-2004            | 04-12-2004            | 73              | 2            | Boxset               |
| Have a nice day                                             | 19-09-2005            | 24-09-2005            | 5               | 13           |                      |
| Lost highway                                                | 08-06-2007            | 16-06-2007            | 7(2wk)          | 21           |                      |
| The circle                                                  | 30-10-2009            | 14-11-2009            | 31              | 7            |                      |
| Greatest hits                                               | 29-10-2010            | 06-11-2010            | 4               | 58           | Verzamelalbum / Goud |
| What about now ?                                            | 08-03-2013            | 16-03-2013            | 8               | 20           |                      |
| New Jersey                                                  | 19-09-1988            | 05-07-2014            | 128             | 7            |                      |
| Burning bridges                                             | 21-08-2015            | 29-08-2015            | 11              | 9            | Verzamelalbum        |
| This house is not for sale                                  | 04-11-2016            | 29-10-2016            | 9               | 19           |                      |
| 2020                                                        | 02-10-2020            | 10-10-2020            | 6               | 9            |                      |
| Slippery when wet                                           | 18-06-1986            | 20-02-2021            | 198             | 1            |                      |

### Singles
| Single met eventuele hitnotering(en) in de Nederlandse Top 40 | Datum van verschijnen | Datum van binnenkomst | Hoogste positie | Aantal weken | Opmerkingen                               |
| ------------------------------------------------------------- | --------------------- | --------------------- | --------------- | ------------ | ----------------------------------------- |
| You Give Love a Bad Name                                      | 1986                  | 08-11-1986            | 5               | 9            | Nr. 2 in de Single Top 100 / Alarmschijf  |
| Livin' on a Prayer                                            | 1986                  | 20-12-1986            | 2               | 12           | Nr. 4 in de Single Top 100 / Alarmschijf  |
| Wanted Dead or Alive                                          | 1987                  | 16-05-1987            | 24              | 4            | Nr. 20 in de Single Top 100               |
| Never Say Goodbye                                             | 1987                  | 05-09-1987            | tip11           | -            | Nr. 59 in de Single Top 100               |
| Bad Medicine                                                  | 1988                  | 08-10-1988            | 10              | 7            | Nr. 10 in de Single Top 100 / Alarmschijf |
| I'll Be There for You                                         | 1989                  | 13-05-1989            | 21              | 5            | Nr. 22 in de Single Top 100               |
| Lay Your Hands on Me                                          | 1989                  | 26-08-1989            | tip10           | -            | Nr. 47 in de Single Top 100               |
| Keep the Faith                                                | 1992                  | 17-10-1992            | 10              | 9            | Nr. 9 in de Single Top 100 / Alarmschijf  |
| Bed of Roses                                                  | 1993                  | 13-02-1993            | 14              | 17           | Nr. 9 in de Single Top 100                |
| In These Arms                                                 | 1993                  | 01-05-1993            | 8               | 8            | Nr. 7 in de Single Top 100 / Alarmschijf  |
| I'll Sleep When I'm Dead                                      | 1993                  | 21-08-1993            | 15              | 6            | Nr. 17 in de Single Top 100               |
| I Believe                                                     | 1993                  | 20-11-1993            | 28              | 3            | Nr. 32 in de Single Top 100               |
| Dry County                                                    | 1994                  | 19-03-1994            | 22              | 5            | Nr. 19 in de Single Top 100               |
| Always                                                        | 1994                  | 01-10-1994            | 2               | 17           | Nr. 2 in de Single Top 100                |
| Someday I'll Be Saturday Night                                | 1995                  | 11-03-1995            | 26              | 4            | Nr. 17 in de Single Top 100               |
| This Ain't a Love Song                                        | 1995                  | 10-06-1995            | 3               | 10           | Nr. 3 in de Single Top 100                |
| Something for the Pain                                        | 1995                  | 30-09-1995            | 18              | 6            | Nr. 14 in de Single Top 100               |
| Lie to Me                                                     | 1995                  | 25-11-1995            | 18              | 7            | Nr. 16 in de Single Top 100               |
| These Days                                                    | 1996                  | 23-03-1996            | 33              | 3            | Nr. 45 in de Single Top 100               |
| Hey God                                                       | 1996                  | 29-06-1996            | 37              | 2            | Nr. 27 in de Single Top 100               |
| Real Life                                                     | 1999                  | 17-04-1999            | 31              | 2            | Nr. 36 in de Single Top 100               |
| It's My Life                                                  | 2000                  | 13-05-2000            | 1(2wk)          | 14           | Nr. 1 in de Single Top 100 / Alarmschijf  |
| Say It Isn't So                                               | 2000                  | 19-08-2000            | 26              | 5            | Nr. 24 in de Single Top 100               |
| Thank You for Loving Me                                       | 2000                  | 18-11-2000            | 19              | 8            | Nr. 24 in de Single Top 100               |
| One Wild Night                                                | 2001                  | 05-05-2001            | 8               | 7            | Nr. 17 in de Single Top 100 / Alarmschijf |
| Wanted Dead or Alive (Live)                                   | 2001                  | 04-08-2001            | tip2            | -            | Nr. 26 in de Single Top 100               |
| Everyday                                                      | 2002                  | 07-09-2002            | 10              | 11           | Nr. 6 in de Single Top 100 / Alarmschijf  |
| Misunderstood                                                 | 2002                  | 30-11-2002            | 35              | 4            | Nr. 27 in de Single Top 100 / Alarmschijf |
| All About Lovin' You                                          | 2003                  | 10-05-2003            | 16              | 8            | Nr. 17 in de Single Top 100               |
| It's My Life (akoestisch)                                     | 2004                  | 14-02-2004            | 28              | 3            | Nr. 16 in de Single Top 100               |
| Have a Nice Day                                               | 2005                  | 13-08-2005            | 6               | 12           | Nr. 5 in de Single Top 100 / Alarmschijf  |
| Welcome to Wherever You Are                                   | 2005                  | 12-11-2005            | tip2            | -            | Nr. 25 in de Single Top 100               |
| Who Says You Can't Go Home                                    | 2006                  | 03-06-2006            | 31              | 2            | Nr. 33 in de Single Top 100               |
| (You Want to) Make a Memory                                   | 2007                  | 02-06-2007            | 14              | 5            | Nr. 9 in de Single Top 100                |
| Lost Highway                                                  | 2007                  | 28-07-2007            | tip13           | -            |                                           |
| We Weren't Born to Follow                                     | 31-08-2009            | 03-10-2009            | tip10           | -            | Nr. 73 in de Single Top 100               |
| Work for the Working Man                                      | 2010                  | 22-05-2010            | tip12           | -            |                                           |
| Because We Can                                                | 07-01-2013            | -                     | -               | -            | Nr. 36 in de Single Top 100               |

| Single met hitnotering(en) in de Vlaamse Ultratop 50 | Datum van verschijnen | Datum van binnenkomst | Hoogste positie | Aantal weken | Opmerkingen                 |
| ---------------------------------------------------- | --------------------- | --------------------- | --------------- | ------------ | --------------------------- |
| You Give Love a Bad Name                             | 01-09-1986            | 15-11-1986            | 4(3wk)          | 9            | Nr. 4 in de Radio 2 Top 30  |
| Livin' on a Prayer                                   | 31-10-1986            | 03-01-1987            | 3(2wk)          | 11           | Nr. 4 in de Radio 2 Top 30  |
| Wanted Dead or Alive                                 | 11-05-1987            | 30-05-1987            | 36              | 1            |                             |
| Never Say Goodbye                                    | 14-08-1987            | 31-10-1987            | 28              | 1            | Nr. 26 in de Radio 2 Top 30 |
| Bad Medicine                                         | 01-09-1988            | 22-10-1988            | 31              | 4            | Nr. 20 in de Radio 2 Top 30 |
| I'll Be There for You                                | 15-05-1989            | 27-05-1989            | 29(2wk)         | 2            | Nr. 16 in de Radio 2 Top 30 |
| Keep the Faith                                       | 13-10-1992            | 14-11-1992            | 14              | 9            | Nr. 11 in de Radio 2 Top 30 |
| Bed of Roses                                         | 11-01-1993            | 06-03-1993            | 23              | 13           | Nr. 11 in de Radio 2 Top 30 |
| In These Arms                                        | 06-04-1993            | 29-05-1993            | 22              | 7            | Nr. 12 in de Radio 2 Top 30 |
| I'll Sleep When I'm Dead                             | 31-07-1993            | 04-09-1993            | 40              | 2            | Nr. 25 in de Radio 2 Top 30 |
| Always                                               | 20-09-1994            | 01-10-1994            | 1(3wk)          | 25           | Nr. 1 in de Radio 2 Top 30  |
| Someday I'll Be Saturday Night                       | 13-02-1995            | 04-03-1995            | 26              | 5            | Nr. 14 in de Radio 2 Top 30 |
| This Ain't a Love Song                               | 23-05-1995            | 10-06-1995            | 11              | 17           | Nr. 11 in de Radio 2 Top 30 |
| Something for the Pain                               | 05-09-1995            | 07-10-1995            | 37              | 4            |                             |
| Lie to Me                                            | 03-11-1995            | 16-12-1995            | 23              | 9            | Nr. 23 in de Radio 2 Top 30 |
| Real Life                                            | 15-03-1999            | 03-04-1999            | tip4            | -            |                             |
| It's My Life                                         | 23-05-2000            | 13-05-2000            | 1(4wk)          | 21           | Nr. 1 in de Radio 2 Top 30  |
| Say It Isn't So                                      | 21-07-2000            | 09-09-2000            | 45              | 2            |                             |
| Thank You for Loving Me                              | 27-11-2000            | 25-11-2000            | 17              | 14           | Nr. 17 in de Radio 2 Top 30 |
| One Wild Night                                       | 30-04-2001            | 19-05-2001            | 37              | 5            |                             |
| Everyday                                             | 02-09-2002            | 14-09-2002            | 22              | 4            |                             |
| Misunderstood                                        | 09-12-2002            | 14-12-2002            | tip13           | -            |                             |
| All About Lovin' You                                 | 11-05-2003            | 17-05-2003            | tip4            | -            |                             |
| Have a Nice Day                                      | 26-08-2005            | 17-09-2005            | 27              | 7            |                             |
| Welcome to Wherever You Are                          | 11-2005               | 10-12-2005            | tip9            | -            |                             |
| (You Want to) Make a Memory                          | 25-05-2007            | 16-06-2007            | tip13           | -            | Nr. 21 in de Radio 2 Top 30 |
| What Do You Got?                                     | 22-10-2010            | 06-11-2010            | tip35           | -            |                             |
| Because We Can                                       | 07-01-2013            | 12-01-2013            | tip11           | -            |                             |
| Saturday Night Gave Me Sunday Morning                | 03-08-2015            | 05-09-2015            | tip89           | -            |                             |
| This House Is Not for Sale                           | 12-08-2016            | 05-11-2016            | tip             | -            |                             |
| Limitless                                            | 21-02-2020            | 29-02-2020            | tip             | -            |                             |

### NPO Radio 2 Top 2000
| Nummers met noteringen in de NPO Radio 2 Top 2000 | '00 | '01 | '02 | '03 | '04 | '05 | '06 | '07  | '08 | '09  | '10  | '11  | '12  | '13  | '14  | '15  | '16  | '17  | '18  | '19  | '20  | '21  | '22  | '23  | '24  |
| ------------------------------------------------- | --- | --- | --- | --- | --- | --- | --- | ---- | --- | ---- | ---- | ---- | ---- | ---- | ---- | ---- | ---- | ---- | ---- | ---- | ---- | ---- | ---- | ---- | ---- |
| Always                                            | 76  | 128 | 143 | 176 | 204 | 289 | 330 | 308  | 238 | 520  | 577  | 495  | 420  | 499  | 689  | 702  | 775  | 731  | 627  | 635  | 506  | 562  | 603  | 635  | 659  |
| Bed of Roses                                      | -   | -   | -   | -   | -   | 112 | 112 | 80   | 160 | 151  | 127  | 133  | 157  | 188  | 203  | 212  | 200  | 209  | 199  | 180  | 164  | 157  | 175  | 182  | 190  |
| In These Arms                                     | -   | -   | -   | -   | -   | -   | -   | -    | -   | -    | -    | -    | -    | -    | 1559 | 1580 | 1586 | 1657 | 1511 | 1483 | 1394 | 1466 | 1470 | 1644 | 1933 |
| It's My Life                                      | -   | -   | -   | -   | -   | -   | 392 | 306  | 740 | 495  | 415  | 401  | 318  | 385  | 564  | 466  | 536  | 587  | 469  | 516  | 523  | 540  | 642  | 729  | 751  |
| Keep the Faith                                    | -   | -   | -   | -   | -   | -   | -   | -    | -   | 1457 | 1644 | 1691 | 1364 | 1656 | -    | 1997 | -    | -    | 1965 | 1960 | 1962 | -    | -    | -    | -    |
| Livin' on a Prayer                                | 176 | 258 | 198 | 256 | 337 | 363 | 671 | 478  | 409 | 501  | 482  | 436  | 416  | 328  | 504  | 425  | 409  | 374  | 255  | 293  | 278  | 281  | 257  | 303  | 294  |
| Wanted Dead or Alive                              | -   | -   | -   | -   | -   | -   | -   | -    | -   | 1016 | 1016 | 992  | 774  | 818  | 960  | 921  | 916  | 988  | 989  | 1117 | 1143 | 1078 | 1185 | 1282 | 1254 |
| You Give Love a Bad Name                          | -   | -   | -   | -   | -   | -   | -   | 948  | -   | 1006 | 957  | 1032 | 1090 | 1006 | 1321 | 956  | 939  | 1045 | 743  | 855  | 925  | 872  | 886  | 955  | 842  |
| (You Want To) Make a Memory                       | ×   | ×   | ×   | ×   | ×   | ×   | ×   | 1332 | -   | 1938 | -    | -    | 1857 | -    | -    | -    | -    | -    | -    | -    | -    | -    | -    | -    | -    |

1. ↑  Een '-' betekent dat het nummer niet was genoteerd, een '×' betekent dat het nummer nog niet was uitgebracht en een vetgedrukt getal geeft de hoogste notering van een nummer aan.
2. ↑  2000 was het eerste jaar met een notering voor Bon Jovi.

### Dvd's
| Dvd's met hitnoteringen in de DVD Top 30      | Datum van verschijnen | Datum van binnenkomst | Hoogste positie | Aantal weken | Opmerkingen |
| --------------------------------------------- | --------------------- | --------------------- | --------------- | ------------ | ----------- |
| The Crush Tour                                | 2000                  | 16-12-2000            | 2               | 11           |             |
| Live from London                              | 2003                  | 15-11-2003            | 20              | 2            |             |
| This Left Feels Right - Live                  | 2004                  | 21-02-2004            | 6               | 10           |             |
| Lost Highway: The Concert                     | 2007                  | 08-12-2007            | 7               | 10           |             |
| Live at Madison Square Garden                 | 2009                  | 28-11-2009            | 8               | 15           |             |
| Greatest Hits - The Ultimate Video Collection | 2010                  | 06-11-2010            | 5               | 5            |             |

| Dvd's met hitnoteringen in de Vlaamse Ultratop muziek-dvd top 10/20 | Datum van verschijnen | Datum van binnenkomst | Hoogste positie | Aantal weken | Opmerkingen |
| ------------------------------------------------------------------- | --------------------- | --------------------- | --------------- | ------------ | ----------- |
| This Left Feels Right - Live                                        | 2004                  | 20-03-2004            | 9               | 1            |             |
| Lost Highway: The Concert                                           | 2008                  | 28-06-2008            | 9               | 4            |             |
| Live at Madison Square Garden                                       | 2009                  | 28-11-2009            | 8               | 2            |             |
| Greatest Hits - The Ultimate Video Collection                       | 2010                  | 06-11-2010            | 5               | 14           |             |